# Lasse Münstermann
Lasse Münstermann (* 6. April 1979 in Göttingen) ist ein deutscher Snooker-Spieler.

## Karriere
Münstermann begann mit 11 Jahren mit dem Billardspielen. Später brachte ihm sein Vater Snooker bei. 1994 spielte er seine erste Amateur-Weltmeisterschaft in Johannesburg in Südafrika. Für ein Jahr trainierte er in England an der Rushden Snooker Academy, wo auch prominente Snookerspieler wie Peter Ebdon, James Wattana und Ding Junhui trainieren.
Seine größten Erfolge waren bisher der Sieg bei der Eurotour 2000, der ihm außerdem als erstem Deutschen ein Ticket für die Main-Tour (Saison 2000/01) einbrachte. Münstermann erreichte aber keine ausreichende Punktzahl und verpasste somit den Verbleib auf der Main-Tour.
Lasse Münstermann war Sieger bei mehreren deutschen Meisterschaften (Mannschaft: 1995 und 2005; Doppel: 1994 und 1997; Einzel: 2003, 2004 und 2006; U21: 2000). Bei den World Games 2005 kam er bis ins Viertelfinale. In der Saison 2006/07 scheiterte Münstermann im Halbfinale der Amateur-WM und verpasste so nur knapp die Rückkehr auf die Maintour, für die der Finaleinzug gereicht hätte. Beim International Open und den Europameisterschaften in Rumänien schied er ebenfalls erst im Halbfinale aus.
Zusammen mit Sascha Lippe und Itaro Santos bildete Lasse Münstermann das Team Deutschland, das Anfang 2007 die European Team Championship im belgischen Gent gewann. Im Finale bezwang das deutsche Team dabei Gastgeber Belgien mit 10:7.

## Statistik
Münstermann hat bisher ca. 60 Turniersiege zu verbuchen. Sein höchstes Break in einem Turniermatch liegt bei 134 Punkten.

## Neben der Spielerkarriere
Münstermann trat außerdem häufig als Gast-Kommentator neben Rolf Kalb bei den Snooker-Übertragungen auf Eurosport auf, außerdem ist er nebenberuflich als Snookertrainer aktiv.